# Міслав Росандич
Міслав Росандич (хорв. Mislav Rosandić; 26 лютого 1995, м. Загреб, Хорватія) — словацький хокеїст, захисник. Виступає за ХК «Банська Бистриця» у Словацькій Екстралізі.
За походженням хорват. Вихованець хокейної школи ХК «Дубніца». Виступав за ХК «Банська Бистриця», ХК «Детва».
У чемпіонатах Словаччини — 87 матчів (3+10), у плей-оф — 15 матчів (0+2).
У складі національної збірної Словаччини провів 3 матчі (0+2). У складі молодіжної збірної Словаччини учасник чемпіонату світу 2015. У складі юніорської збірної Словаччини учасник чемпіонату світу 2013.
Досягнення
- Бронзовий призер молодіжного чемпіонату світу (2015).